# Pekka Rauhala
Pekka Veli Rauhala (* 25. April 1960 in Muurame) ist ein ehemaliger finnischer Ringer.

## Werdegang
Pekka Veli Rauhala ist der Sohn von Kalervo Rauhala, der bei den Olympischen Spielen 1952 in Helsinki im Ringen (griechisch-römischer Stil) im Mittelgewicht die Silbermedaille gewann. Es verwundert daher nicht, dass auch Pekka zusammen mit seinem um ein Jahr älteren Brüder Jukka Rauhala beim Ringerclub Teuvan Rivakka schon im Schüleralter mit dem Ringen begann. Beide Brüder konzentrierten sich dabei auf den freien Stil.
Pekka Rauhala gewann bereits im Nachwuchsbereich mehrere finnische Meisterschaften und wurde 1976 im Alter von 16 Jahren auch finnischer Meister bei den Senioren im freien Stil und im griechisch-römischen Stil im Papiergewicht (Klasse bis 48 kg Körpergewicht). In den Folgejahren startete er bis 1992 regelmäßig bei den finnischen Meisterschaften und gewann insgesamt 14 Meistertitel in beiden Stilarten.
Auf der internationalen Ringermatte konzentrierte sich Pekka Rauhala voll auf den freien Stil. Er gab sein Debüt bei einer internationalen Meisterschaft im Jahre 1978 bei der Junioren-EM in Oulu und erreichte dort im Federgewicht den 4. Platz. 1979 gewann er in Manchester die Meisterschaft der Europäischen Union im Leichtgewicht und 1980 belegte er bei der Europameisterschaft in Prievidza im Leichtgewicht mit drei Siegen den 5. Platz. Er war auch schon an den Olympischen Spielen 1980 in Moskau teil und kam dort im Leichtgewicht auf den 8. Platz. Er feierte dabei einen bemerkenswerten Sieg über den Mongolen Dsewegiin Oidow.
1982 und 1983 wurde Pekka Rauhala im Weltergewicht jeweils Vize-Europameister. 1982 verlor er dabei in Warna das Finale gegen Martin Knosp aus der Bundesrepublik Deutschland und 1983 in Budapest das gegen Šaban Sejdi aus Jugoslawien. 1983 gelang ihm auch ein sehr guter 4. Platz bei der Weltmeisterschaft in Kiew, wobei er im Kampf um die WM-Bronzemedaille erneut gegen Martin Knosp verlor und 1984 wurde er auch vierter Sieger bei der Europameisterschaft in Jönköping und wieder war es dabei Martin Knsop, der ihn im Kampf um die WM-Bronzemedaille besiegte.
Bei den Olympischen Spielen 1984 in Los Angeles erreicht er nach drei Siegen und einer Niederlage gegen Šaban Sejdi wie schon vor vier Jahren den 8. Platz. In der Folgezeit wurde Pekka Rauhala 1987 in Tampere und 1988 in Manchester noch einmal jeweils Vize-Europameister. Beide Male verlor er dabei im Finale gegen den sowjetischen Sportler Adlan Warajew. Bei den Olympischen Spielen 1988 in Seoul erreichte er einen hervorragenden 5. Platz im Weltergewicht.
Ab 1989 erreichte Pekka Rauhala, nunmehr im Mittelgewicht startend, bei den Welt- bzw. Europameisterschaften, mit Ausnahme von 1989, wo er in Ankara den 5. Platz im Mittelgewicht belegte, nicht mehr ganz die guten Platzierungen der Vorjahre. Auch bei den Olympischen Spielen 1992 in Barcelona, den vierten, an denen er teilnahm, kam er nur mehr auf den 11. Platz im Mittelgewicht.
Nach diesen Olympischen Spielen beendete Pekka Rauhala seine Ringerlaufbahn. Er hatte schon während seiner aktiven Zeit an der Universität Helsinki studiert. Er schloss dieses Studium und ein weiteres an der Handelshochschule Helsinki erfolgreich ab und ist heute ein führender Manager bei einem finnischen Wirtschaftsunternehmen und Dozent an der Universität Helsinki.

## Internationale Erfolge
(OS = Olympische Spiele, WM = Weltmeisterschaft, EM = Europameisterschaft, F = freier Stil, GR = griechisch-römischer Stil, Pa = Papiergewicht, Fe = Federgewicht, Le = Leichtgewicht, We = Weltergewicht, Mi = Mittelgewicht, damals bis 48 kg, 62 kg, 68 kg, 74 kg und 82 kg Körpergewicht)
- 1978, 4. Platz, Junioren-EM (Espoirs) in Oulu, F, Fe, hinter Seidulla Absaidow, UdSSR, Dimitar Nedialkow, Bulgarien und Emanouil Radu, Rumänien und vor Jozsef Orban, Ungarn und Michael Kuhn, BRD;
- 1979, 1. Platz, EU-Meisterschaft in Manchester, F, Le, vor Joseph Gilligan, Großbritannien, Siegfried Otto, BRD und Eric Brulon, Frankreich;
- 1980, 5. Platz, EM in Prievidza, F, Le, mit Siegen über Frank Steen, Schweden, Aktas Oktay, Türkei und Michael Kuhn und Niederlagen gegen Eberhard Probst, DDR und Saipulla Absaidow;
- 1980, 8. Platz, OS in Moskau, F, Le, m. Siegen über Zsigmond Kelevitz, Australien und Dsewegiin Oidow, Mongolei und Niederlagen gegen José Ramos, Kuba und Šaban Sejdi, Jugoslawien;
- 1981, 6. Platz, EM in Łódź, F, We, mit Siegen über Dumitru Buta, Rumänien, Bernd Radschunat, DDR und Necmi Gençalp, Türkei und Niederlagen gegen Walentin Rajtschew, Bulgarien und Barjan Coroli, Jugoslawien;
- 1981, 6. Platz, WM in Skoplje, F, We, mit Siegen über Ko Tin-Won, Südkorea und Nisan Taya, Japan und Niederlagen gegen Kiro Ristow, Jugoslawien, Walentin Rajtschew und Dschamtsyn Dawaadschaw, Mongolei;
- 1982, 2. Platz, EM in Warna, F, We, hinter Martin Knosp, BRD und vor Juri Worobjow, UdSSR, Istvan Feher, Ungarn, Michael Kleinschmidt, DDR und Dan Karabín, Tschechoslowakei;
- 1982, 2. Platz, Turnier der Sportorganisation TUL in Helsinki, F. We, hinter Ruslan Dadalow, UdSSR und vor Timo Kangasniemi, Finnland;
- 1983, 2. Platz, EM in Budapest, F, We, hinter Šaban Sejdi und vor Wladimir Dschugoutow, UdSSR, Krzystian Rajman, Polen, Burhan Sabancioglu, Türkei und Alexander Nanew, Bulgarien;
- 1983, 4. Platz, WM in Kiew, F, We, hinter David Schultz, USA, Taram Magomedow, UdSSR und Martin Knosp und vor Dan Karabin und Damdingiin Bajaraa, Mongolei;
- 1984, 2. Platz, Großer Preis der Bundesrepublik Deutschland in Freiburg im Breisgau, F, We, hinter A. Palamarew, UdSSR und vor Dan Karabin, T. Ramsay, Kanada, B. Budajew, UdSSR und Martin Knosp;
- 1984, 4. Platz, EM in Jönköping, F, We, mit Siegen über Burhan Sabancioglu und Dan Karabin und Niederlagen gegen Martin Knosp und Kemal Mustafow, Bulgarien;
- 1984, 8. Platz, OS in Los Angeles, F, We, mit Siegen über Salas, Kolumbien, Sagan, Türkei und Han Myung-Won, Südkorea und einer Niederlage gegen Šaban Sejdi;
- 1985, 1. Platz, Turnier der Sportorganisation TUL in Helsinki, F, We, vor Jakub Hadschajew, UdSSR und Jukka Tammisto, Finnland;
- 1985, 5. Platz, WM in Budapest, F, We, hinter Raul Cascaret Fonseca, Kuba, David Schultz, Lodoin Enchbajar, Mongolei und Wladimir Dschugoutow und vor Han Myung-Won;
- 1986, 1. Platz, Großer Preis der Tschechoslowakei in Prag, F, We, vor L. Holoubek, Tschechoslowakei und A. Rodriguez, Kuba;
- 1986, 6. Platz, EM in Athen, F, We, hinter Adlan Warajew, UdSSR, Claudiu Tamaduianu, Rumänien, Kamen Vesselinow, Bulgarien, Istvan Gulyas, Ungarn und Brundo Bendet, Frankreich;
- 1987, 2. Platz, EM in Tampere, F, We, hinter Adlan Warajew und vor Fewzi Seker, Türkei, Kamen Vesselinow, Uwe Westendorf, DDR und Šaban Sejdi;
- 1987, 1. Platz, Turnier der Sportorganisation TUL in Vantaa, F, Mi, vor Hannu Rantala, Finnland;
- 1987, 7. Platz, WM in Clermont-Ferrand, F, We, hinter Adlan Warajew, David Schultz, Uwe Westendorf, Yoon Kyung-Jae, Südkorea, Raul Cascaret-Fonseca und Fewzi Seker;
- 1987, 3. Platz, World-Cup in Albany/USA, F, We, hinter Bissolt Dezijew, UdSSR und vor David Butler, USA und vor Yunishiro Yuasa, Japan;
- 1988, 2. Platz, EM in Manchester, F, We, hinter Adlan Warajew und vor Rahmat Soukra, Bulgarien, János Nagy, Ungarn, Claudiu Tamaduianu und Šaban Sejdi;
- 1988, 5. Platz, OS in Seoul, F, We, hinter Kenneth Monday, USA, Adlan Warajew, Rahmat Shoukra, Lodoin Enchbajar und vor Ayatollah Vagozari, Iran;
- 1989, 5. Platz, EM in Ankara, F, Mi, hinter Josef Lohyna, Tschechoslowakei, Necmi Gencalp, Elmadi Dschabrailow, UdSSR und Gheorghe Mitu, Rumänien und vor Kostas Abramis, Griechenland;
- 1990, 10. Platz, WM in Tokio, F, We, Sieger: Rahmat Shoukra vor Nasyr Gadschichanow, UdSSR und Amir Reza Khadem, Iran;
- 1991, 9. Platz, EM in Stuttgart, F, We, Sieger: Alexander Leipold, Deutschland vor Nasyr Gadschichanow und Sebahettin Ygitt, Türkei;
- 1991, 7. Platz, WM in Warna, F, Mi, hinter Kevin Jackson, USA, Josef Lohyna, Sebahettin Öztürk, Türkei, Rassul Katinowassow, GUS, Robert Kostecki, Polen und Alcide Legrand, Frankreich;
- 1992, 11. Platz, EM in Kaposvár, F, Mi, Sieger: Sebahettin Öztürk vor László Dvorák, Ungarn und Rustam Kelekschajew, GUS;
- 1992, 11. Platz, OS in Barcelona, F, Mi, Sieger: Kevin Jackson vor Elmadi Dschabrailow, Rasoul Khadem, Iran und Hans Gstöttner, Deutschland

## Finnische Meisterschaften
- 1976, 1. Platz, F, Pa, vor Jouko Salomäki und Arvo Savolainen,
- 1976, 1. Platz, GR, Pa, vor Soini Kauppinen und Pasi Anttila,
- 1977, 2. Platz, F, Fe, hinter Jukka Rauhala und vor Teijo Salminen,
- 1978, 1. Platz, F, Le, vor Kari Övermark und Kari Remsu,
- 1978, 2. Platz, Gr, Fe, hinter Ilpo Seppälä und vor Pauli Salimäki,
- 1979, 1. Platz, F, We, vor Matti Övermark und Jouni Ilomäki,
- 1980, 1. Platz, F, We, vor Hannu Lemettinen und Tuomo Sipilä,
- 1981, 1. Platz, F, We, vor Tuomo Sipilä und Uoti Heikinniemi,
- 1982, 1. Platz, F, We, vor Kari Övermark und Hannu Rantala,
- 1983, 1. Platz, F, Mi, vor Kari Tuurunen und Jouni Ilomäki,
- 1983, 2. Platz, GR, We, hinter Jouko Salomäki und vor Tuomo Sipilä,
- 1985, 1. Platz, F, Mi, vor Jouni Ilomäki und Kari Tuurunen,
- 1986, 1. Platz, F, Mi, vor Kai Lehtonen und Jussa Tuokkola,
- 1987, 1. Platz, F, Mi, vor Jussi Tuokkola und Pasi Sarkkinen,
- 1988, 1. Platz, F, Mi, vor Jukka Tammisto und Tuomo Karila,
- 1989, 2. Platz, GR, Mi, hinter Timo Niemi und vor Seppo Salomäki,
- 1990, 1. Platz, F, Mi, vor Tuomo Karila und Jussi Tuokkola,
- 1991, 1. Platz, F, Mi, vor Pasi Sarkkinen und Tuomo Karila